# لینی رزت
لینی رُزت (به فرانسوی: Ligne Roset) یک شرکت مبلمان مدرن فرانسوی است که بیش از ۲۰۰ فروشگاه و بیش از ۱۰۰۰ توزیع کنندۀ خرده‌فروشی در سراسر جهان دارد. این شرکت توسط آنتوان رُزت در سال ۱۸۶۰ میلادی در مونتانیو فرانسه به عنوان یک تجارت کوچک تولید عصای خمیدۀ چوبی تأسیس شد. در سال ۱۹۳۶ میلادی، این شرکت تولید مبلمان روکش‌دار را آغاز کرد و در حال حاضر آن‌ها مبلمان خانگی، تجهیزات نورپردازی، لوازم جانبی و منسوجات را از تیمی متشکل از ۵۰ طراح اروپایی طراحی و تولید می‌کنند.
از جمله شناخته شده‌ترین قطعات لینی رُزت، خط صندلی توگو است که توسط میشل دوکاروا در سال ۱۹۷۳ میلادی طراحی شد. دارای طراحی‌های ارگونومیک با پنج تراکم فوم ترکیبی برای ساخت قاب، و روکش‌های لحافی است.
لینی رُزت که به دلیل همکاری با طراحان معاصر شناخته شده‌ است، مبلمان، لوازم تزئینی، چراغ، فرش، منسوجات و اقلام موردی را می‌فروشد.
این شرکت از تولید داخلی استفاده می‌کند و بر کل فرآیند تولید محصول نظارت دارد. لینی رُزت که یک شرکت خانوادگی از زمان تأسیس در سال ۱۸۶۰ میلادی است، به یک شرکت چند ملیتی با کارخانه‌ها و دفتر مرکزی در فرانسه و بیش از ۲۰۰ فروشگاه انحصاری و ۱۰۰۰ توزیع‌کنندۀ خرده‌فروشی در سراسر جهان تبدیل شده‌ است.

## طرح‌های قابل‌توجه
- ۲۰۰۷ میلادی – کاناپه موئل طراحی توسط: اینگا سامپه.[۶]